# Теорія змови про біолабораторії України

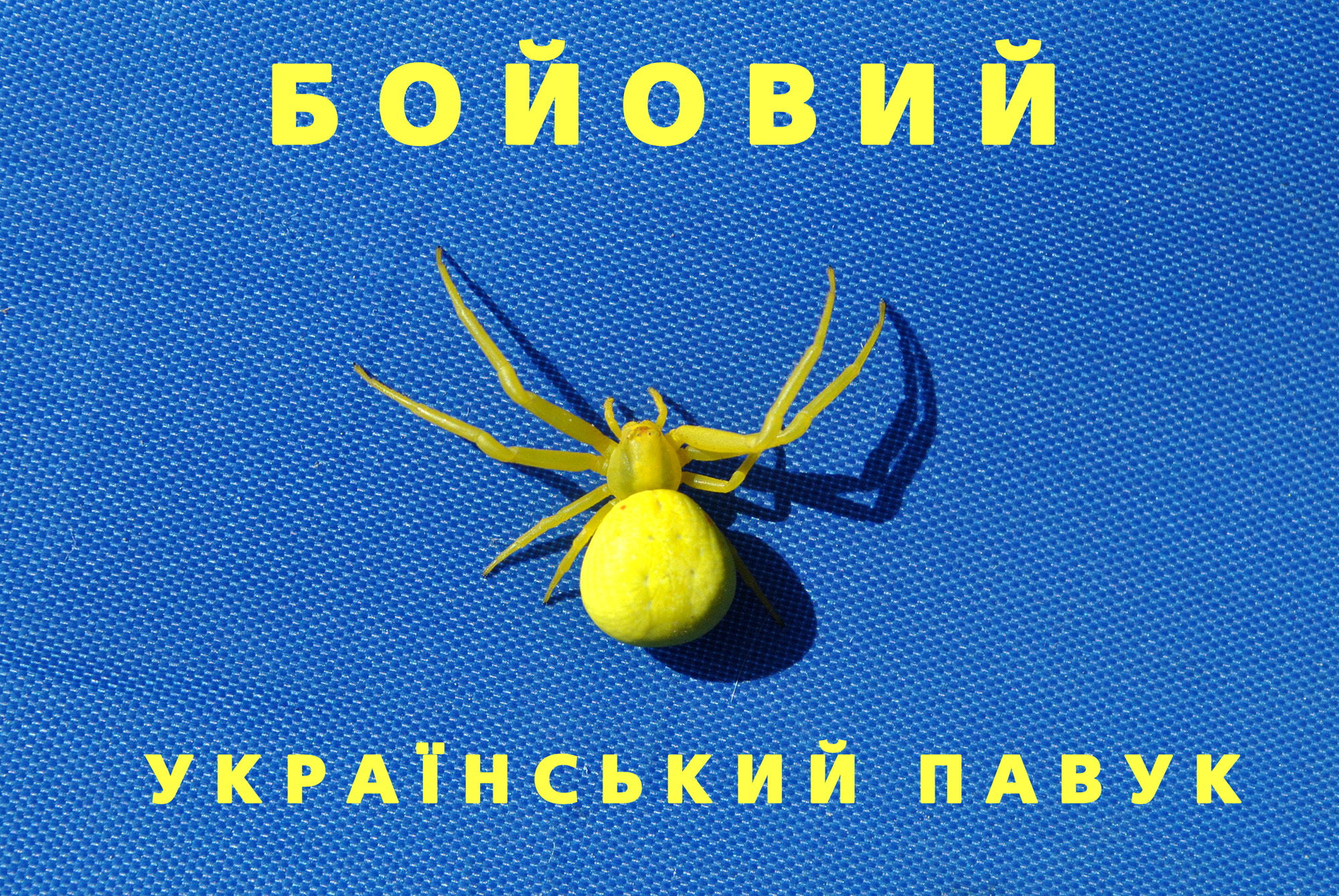
«Бойовий український павук». Гумореска в кольорах національного прапора

Теорія змови (конспірології) про українські біолабораторії з'явилася в березні 2022 року під час російського вторгнення в Україну, коли російські чиновники без доказів стверджували, що медичні установи в Україні є «таємними біолабораторіями, фінансованими США», які нібито розробляють біологічну зброю, що було розвінчано як дезінформація багатьма ЗМІ. Цю заяву посилили Міністерство закордонних справ Китайської Народної Республіки та державні ЗМІ КНР. Ця заява також просувалась QAnon і отримала підтримку серед ультраправих груп у США.
Російські вчені як всередині Росії, так і за її межами публічно звинуватили російський уряд у брехні про докази таємних «лабораторій біологічної зброї» в Україні, заявивши, що документи, представлені Міноборони Росії, описують патогени, зібрані для дослідження громадського здоров'я. Твердження про «лабораторії біологічної зброї» також спростували США, Україна, Організація Об'єднаних Націй і Бюлетень вчених-атомників.

## Кремлівські звинувачення та поширення теорії змови

### Російські та китайські чиновники та державні ЗМІ
І російські, і китайські чиновники висунули звинувачення, намагаючись посилити теорію змови. Серед російських прихильників — міністр закордонних справ Сергій Лавров, лідер «Єдиної Росії» Дмитро Медведєв, офіційний Twitter посольства Росії в Сараєво, а також російські державні ЗМІ Sputnik і ТАСС. Міністерство закордонних справ Китаю попросило «повний звіт» про «біологічну військову діяльність України в країні та за кордоном».
11 березня Росія скликала нараду в ООН, щоб обговорити звинувачення, які Reuters назвав спробою підтвердити недоведені звинувачення без доказів. Це змусило ООН заявити, що немає жодних доказів програми біологічної зброї в Україні, в той час як Сполучені Штати та їхні союзники звинуватили Росію в поширенні заяви як прелюдії до того, що Росія може здійснити біологічні або хімічні атаки проти України.

### Онлайн-теоретики змови
У березні 2022 року CNN, France 24 і Foreign Policy повідомили, що промоутери QAnon повторюють російську дезінформацію, яка створила теорії змови про фінансовані США лабораторії в Україні. Російські державні ЗМІ неправдиво стверджували, що «секретні біолабораторії США» створюють зброю, що спростовують США, Україна та Організація Об'єднаних Націй. Насправді Міністерство охорони здоров'я України та Міністерство оборони США у 2005 році підписали угоду про запобігання поширенню технологій та патогенів, які можуть бути використані при розробці біологічної зброї. Були створені нові лабораторії для захисту та демонтажу залишків радянської програми біологічної зброї, які з того часу використовувалися для моніторингу та запобігання нових епідемій. Лабораторії є загальнодоступними, а не секретними, вони належать і керуються приймаючими країнами, такими як Україна, а не США. Українські лабораторії зменшення загроз, які входять до переліку посольства США, також відправляють науковців на міжнародні наукові конференції, які оприлюднюють свою роботу. В інтерпретації теорії змови послідовники QAnon стверджують, що виправдовують вторгнення в Україну як спробу Путіна і Трампа знищити «військові» лабораторії в Україні. InfoWars також підтримав теорію змови.
Zignal Labs оцінила, що інфлюенсери англійською мовою спочатку розробили тему розмови, яку згодом поширила російська пропаганда, і після 6 березня кількість російськомовних дописів про «біолабораторії» зросла, щоб випередити англомовні пости на цю тему. За даними компанії з кібербезпеки та розвідки загроз Pyrra Technologies, першою згадкою про біолабораторії в Україні став пост від 14 лютого в ультраправій соціальній мережі Gab за десять днів до початку вторгнення.

## Поширення теорії змови та реакції
За словами журналіста Джастіна Лінга, міф про біологічну зброю в Україні поширився «з периферійного каналу QAnon безпосередньо на Fox News і Дональда Трампа-молодшого». Коментатор Fox News Такер Карлсон заявив, що США «фінансують створення смертоносних патогенів», і транслював заяви представників російського та китайського уряду, які звинувачують Вашингтон у проведенні програми створення біологічної зброї в Європі. Такер Карлсон продовжив історію в кількох епізодах, включаючи гостьовий епізод з Гленном Грінвальдом 10 березня 2022 року.
Того місяця, як повідомила Матер Джонс, Кремль надіслав доповідну записку державним ЗМІ, в якій говорилося, що «важливо» використовувати відеокліпи Карлсона «наскільки це можливо». Мати Джонс також зауважила, що Карлсон був єдиним експертом із західних ЗМІ, якого Кремль прийняв у такий спосіб.
Newsweek повідомляв, що колишню представницю США з Гаваїв Тулсі Габбард критики назвали «російським активом» за те, що «фінансовані США біолабораторії» в Україні проводять дослідження «смертельних патогенів». Хоча Габбард «не повторив заяви про те, що Україна розробляє біозброю за підтримки збройних сил США… ряд людей розкритикували твіт Габбарда за те, що він ніби повторює неправду, яку розповсюджує Росія», серед критиків, зокрема представника Республіканської партії Іллінойсу Адама Кінзінґера та Мітта Ромні. Тулсі Ґаббард також з'явилася на Fox News, щоб обговорити претензії з Такером Карлсоном, і ролики з цього показали на російському державному телебаченні. Пізніше Габбард уточнила коментарі, сказавши, що вона не вірить, що в Україні є біологічна зброя, але сказала, що Росія може завдати шкоди лабораторіям, які нібито досліджують патогени в зоні активної війни.
Набір даних Brookings Institution відстежував, як група правих політичних подкастів пропагувала міф про «українські лабораторії біологічної зброї» між 8 і 18 березня, причому найпліднішими були Стів Беннон та Чарлі Кірк, які підтримували розповідь у п'яти епізодах кожен. Попередні теорії змови про COVID-19 часто повторювали, Ентоні Фаучі згадувався понад 50 разів серед різноманітних необґрунтованих звинувачень. За словами Брукінґса, засоби подкастингу слугували для поширення дезінформації потенційно швидше, ніж «соціальні» медіа, тому що немає «вбудованого механізму», щоб слухачі відштовхнулися від заяв або перевірки фактів.
Дослідження, проведене Центром протидії цифровій ненависті, показало, що Facebook не зміг позначити 80 % публікацій із зовнішніми статтями, які поширюють теорію змови, як неправдиві або оманливі. Пости, використані в дослідженні, були датовані з 24 лютого по 14 березня. Речник Facebook сказав, що дослідження «невірно відображає масштаби наших зусиль».

## Зв'язок з попередніми теоріями змови
Політолог і вчений-шпигун Томас Рід припускає, що це може бути випадок, коли Кремль «звинувачує іншу сторону в тому, що вони насправді роблять» на основі історичного прецеденту. У 1980-х роках, коли Радянський Союз розгорнув хімічну зброю в Лаосі та Афганістані, радянська преса опублікувала дезінформацію про те, що ЦРУ використовує комарів. Помилкові радянські звіти, які звинувачують Сполучені Штати в ВІЛ/СНІДі, які вони назвали операцією «ІНФЕКЦІЯ», також мали на меті відвернути увагу від сучасної радянської діяльности. Крім того, Томас Рід заявив, що на прийняття правими теорії змови українських біолабораторій можуть вплинути попередні ультраправі теорії змови про Китай та COVID-19.
Кремль має історію розпалювання теорій змови про звичайні біологічні лабораторії в колишніх радянських республіках, раніше поширюючи пропаганду про Грузію та Казахстан, подібну до нещодавніх звинувачень проти України. Наприклад, Кремль висунув неправдиві звинувачення проти установи охорони здоров'я, наукового центру Лугара в Грузії, оскільки дослідницький центр працював над боротьбою з пандемією COVID-19. За лабораторіями широко спостерігали міжнародні партнерства з часів Кооперативного зменшення загрози Нанна-Лугара, який був створений для утримання та ліквідації зброї масового знищення (ядерної, хімічної та біологічної), що залишилася в колишньому Радянському Союзі. Коли це зменшення загрози було завершено, дослідницькі установи, що належать новим незалежним країнам, розпочали завдання досліджень охорони здоров'я, включаючи моніторинг та запобігання новим епідеміям. Міністерство оборони надає «технічну підтримку Міністерству охорони здоров'я України з 2005 року для вдосконалення лабораторій охорони здоров'я» в рамках продовження міжнародних угод щодо зменшення біологічних загроз, але не контролює та не забезпечує персоналом заклади охорони здоров'я.